# Liste der Kulturdenkmale in Ahrensburg
In der Liste der Kulturdenkmale in Ahrensburg sind alle Kulturdenkmale der schleswig-holsteinischen Stadt Ahrensburg (Kreis Stormarn) aufgelistet (Stand: 9. Juni 2025).

## Legende
In den Spalten befinden sich folgende Informationen:
- Objekt-ID: die Nummer des Kulturdenkmales
- Lage: die Adresse des Kulturdenkmales und die geographischen Koordinaten. Kartenansicht, um Koordinaten zu setzen. In der Kartenansicht sind Kulturdenkmale ohne Koordinaten mit einem roten Marker dargestellt und können in der Karte gesetzt werden. Kulturdenkmale ohne Bild sind mit einem blauen Marker gekennzeichnet, Kulturdenkmale mit Bild mit einem grünen Marker.
- Offizielle Bezeichnung: Bezeichnung des Kulturdenkmales
- Beschreibung: die Beschreibung des Kulturdenkmales
- Bild: ein Bild des Kulturdenkmales

## Sachgesamtheiten
| Objekt-ID      | Lage                                          | Offizielle Bezeichnung | Beschreibung | Bild                             |
| -------------- | --------------------------------------------- | ---------------------- | --- | -------------------------------- |
| 41064 Wikidata | Am Alten Markt (53° 40′ 40″ N, 10° 14′ 25″ O) | Schlosskirche          | Aktualisierung vorgesehen - Begründung: geschichtlich, künstlerisch, städtebaulich, Kulturlandschaft prägend - Schutzumfang: Schlosskirche mit Ausstattung, Kirchhof, Grabmale bis 1870, GranitBöschungsmauern (Am Alten Markt); Gottesbuden (Nordtrakt) (Am Alten Markt 1), Gottesbuden (Südtrakt) (Am Alten Markt 5) | weitere Fotos \| Fotos hochladen |

## Mehrheit von baulichen Anlagen
| Objekt-ID      | Lage                                                | Offizielle Bezeichnung          | Beschreibung | Bild |
| -------------- | --------------------------------------------------- | ------------------------------- | --- | ---- |
| 42510 Wikidata | Am Alten Markt 4a, 6 (53° 40′ 41″ N, 10° 14′ 23″ O) | Wohnbauten Am Alten Markt 4a, 6 | Wohnbauten Am Alten Markt 4a, 6; um 1880, 1907; Wohnhaus mit ehem. Druckerei, ehem. Organistenhaus, Bauten des Historismus und Jugendstil in der Flucht der brocken Straßenführung und als Raumkante gegenüber der Schlosskirche - Begründung: geschichtlich, städtebaulich - Schutzumfang: Wohnhaus mit ehem. Druckerei (Am Alten Markt 4a), ehem. Organistenhaus (Am Alten Markt 6) | BW   |

## Bauliche Anlagen
| Objekt-ID      | Lage                                                    | Offizielle Bezeichnung                             | Beschreibung | Bild                             |
| -------------- | ------------------------------------------------------- | -------------------------------------------------- | --- | -------------------------------- |
| 451 Wikidata   | Am Alten Markt (53° 40′ 40″ N, 10° 14′ 25″ O)           | Schlosskirche mit Ausstattung                      | Alteintragung (Aktualisierung vorgesehen) - Begründung: geschichtlich, künstlerisch, städtebaulich - Schutzumfang: Alteintragung (Aktualisierung vorgesehen) - Denkmaltyp: Bauliche Anlage, Sachgesamtheit: Schlosskirche | weitere Fotos \| Fotos hochladen |
| 441 Wikidata   | Am Alten Markt 1 (53° 40′ 41″ N, 10° 14′ 26″ O)         | Gottesbuden (Nordtrakt)                            | Alteintragung (Aktualisierung vorgesehen) - Begründung: geschichtlich, städtebaulich - Schutzumfang: Alteintragung (Aktualisierung vorgesehen) - Denkmaltyp: Bauliche Anlage, Sachgesamtheit: Schlosskirche | weitere Fotos \| Fotos hochladen |
| 27759 Wikidata | Am Alten Markt 5 (53° 40′ 40″ N, 10° 14′ 25″ O)         | Gottesbuden (Südtrakt)                             | Alteintragung (Aktualisierung vorgesehen) - Begründung: geschichtlich, städtebaulich - Schutzumfang: Alteintragung (Aktualisierung vorgesehen) - Denkmaltyp: Bauliche Anlage, Sachgesamtheit: Schlosskirche | weitere Fotos \| Fotos hochladen |
| 23745 Wikidata | Am Alten Markt 9 (53° 40′ 39″ N, 10° 14′ 27″ O)         | Pastorat / Gemeindehaus                            | Pastorat und Gemeindebau; 1927, Architekten Henry Grell und Peter Pruter; giebelständiger Saalbau unter Satteldach, mit eingeschossigem flach gedecktem Vorbau über L-förmigen Grundriss verschränkt mit zweigeschossigem, traufständigem Wohnhaus unter Walmdach, Klinkerbauweise; Baudekor; Garten - Begründung: geschichtlich, künstlerisch, städtebaulich - Schutzumfang: Pastorat / Gemeindehaus, Pastoratsgarten - Denkmaltyp: Bauliche Anlage                  | BW                               |
| 27975 Wikidata | Am Alten Markt 10 (53° 40′ 39″ N, 10° 14′ 22″ O)        | Wohnhaus                                           | Wohnhaus; wohl von 1762, Johann Gottfried Rosenberg als Architekten zugeschrieben; eingeschossiger, traufständiger, langgestreckter Backsteinbau unter Halbwalmdach in Hartdeckung; Segmentbogengliederung, zwei Eingangstüren - Begründung: geschichtlich, städtebaulich - Schutzumfang: Wohnhaus, - Denkmaltyp: Bauliche Anlage | BW                               |
| 54703 Wikidata | Am Bocksberg 1 (53° 40′ 41″ N, 10° 10′ 52″ O)           | Herrenhaus Lindenhof                               | Herrenhaus; 1906, 1919 erweitert, Architekt Erich Elingius; zweigeschossiger, traufständiger, langgezogener Putzbau, flachgeneigtes Satteldach, außermittiger Risalit, Holzveranda; Parkanlage, Stützmauer - Begründung: geschichtlich, künstlerisch, Kulturlandschaft prägend - Schutzumfang: Herrenhaus Lindenhof, Parkanlage, Stützmauer - Denkmaltyp: Bauliche Anlage                                                                                             | BW                               |
| 22804 Wikidata | Bahnhofstraße 9 - 13 (53° 40′ 10″ N, 10° 14′ 10″ O)     | Bahnhofsempfangsgebäude                            | Bahnhofsempfangsgebäude; 1865; symmetrischer, zweigeschossiger Putzbau mit flachem Satteldach, aus traufständigem Mittelbau und zwei seitlichen, giebelständigen, risalitartigen Flügel und eingeschossige Vorbauten an den Schmalseiten und zum Gleis - Begründung: geschichtlich, künstlerisch, städtebaulich - Schutzumfang: gesamtes Äußeres, - Denkmaltyp: Bauliche Anlage                                                                                       | weitere Fotos \| Fotos hochladen |
| 439 Wikidata   | Bei der Alten Kate 4 (53° 40′ 35″ N, 10° 14′ 21″ O)     | Alte Kate                                          | Alteintragung (Aktualisierung vorgesehen) - Begründung: geschichtlich - Schutzumfang: gesamtes Objekt - Denkmaltyp: Bauliche Anlage | Fotos hochladen                  |
| 440 Wikidata   | Bei der Alten Kate 6 (53° 40′ 34″ N, 10° 14′ 21″ O)     | Kate                                               | Alteintragung (Aktualisierung vorgesehen) - Begründung: geschichtlich, künstlerisch, städtebaulich - Schutzumfang: gesamtes Objekt - Denkmaltyp: Bauliche Anlage | Fotos hochladen                  |
| 27978 Wikidata | Beimoorweg 47 (53° 41′ 26″ N, 10° 16′ 55″ O)            | Wohn- und Wirtschaftsgebäude                       | Wohn- und Wirtschaftsgebäude, ehem. Gasthaus und Hengststation; um 1850, Bauherren Grafen von Schimmelmann; eingeschossiger, giebelständiger Fachwerkbau mit Backsteinausfachung auf Feldsteinsockel unter Halbwalmdach in Reetdeckung, Windfang - Begründung: geschichtlich, Kulturlandschaft prägend - Schutzumfang: Wohn- und Wirtschaftsgebäude, - Denkmaltyp: Bauliche Anlage                                                                                    | BW                               |
| 8135 Wikidata  | Bornkampsweg 35 (53° 39′ 31″ N, 10° 11′ 36″ O)          | Wulfsdorferhof: Gutshaus                           | Alteintragung (Aktualisierung vorgesehen) - Begründung: Alteintragung (Aktualisierung vorgesehen) - Schutzumfang: Alteintragung (Aktualisierung vorgesehen) - Denkmaltyp: Bauliche Anlage | Fotos hochladen                  |
| 24701 Wikidata | Hagener Allee 74 (53° 39′ 52″ N, 10° 14′ 13″ O)         | Villa                                              | Villa; 1906; eingeschossiger verputzter Massivbau mit hartgedecktem Halbwalmdach, vorder- wie rückseitig zweigeschossiger Seitenrisalit, verdachter Balkon mit Zierschnitzwerk, mit Nebengebäude und Einfriedung - Begründung: geschichtlich, städtebaulich - Schutzumfang: Villa, Nebengebäude, Einfriedung - Denkmaltyp: Bauliche Anlage | BW                               |
| 7297 Wikidata  | Hamburger Straße (53° 39′ 35″ N, 10° 12′ 48″ O)         | Meilenstein                                        | Alteintragung (Aktualisierung vorgesehen) - Begründung: geschichtlich, wissenschaftlich, Kulturlandschaft prägend - Schutzumfang: gesamtes Objekt - Denkmaltyp: Bauliche Anlage | Fotos hochladen                  |
| 28568 Wikidata | Hochbahnstieg 1 (53° 39′ 41″ N, 10° 14′ 36″ O)          | U-Bahnhof Ahrensburg-Ost                           | U-Bahnhof Ahrensburg-Ost; Entwurf 1914 durch Arch. Eugen Göbel, Bauing. Nils Buer, 1922 durch die Hamburger Hochbahn in Betrieb genommen; Teil der sog. Walddörferbahn; Empfangsgebäude aus Backstein im Stil der Heimatschutzarchitektur mit zugehöriger Bahnsteiganlage mit Überdachung und Möblierung - Schutzumfang: U-Bahnhof Ahrensburg-Ost, Bahnsteiganlage mit Überdachung und Möblierung - Begründung: Geschichtlich, Künstlerisch, Städtebaulich, Technisch | weitere Fotos \| Fotos hochladen |
| 2673 Wikidata  | Hugo-Schilling-Weg 2 (53° 40′ 2″ N, 10° 14′ 37″ O)      | Villa                                              | Villa; 1902; zweigeschossiger, stark gegliederter Putzbau unter verschiedenen Dachformen in Hartdeckung, Eckturm mit geschwungener Haube, Risalite, Windfang, Veranda, Terrasse; Schmuckfachwerk, Baudekor, Bleiverglasung - Begründung: geschichtlich, künstlerisch - Schutzumfang: Villa, - Denkmaltyp: Bauliche Anlage | BW                               |
| 27033          | Kleiner Gänsebarg (53° 40′ 38″ N, 10° 14′ 35″ O)        | Ehrenmal für die Gefallenen des Ersten Weltkrieges | Ehrenmal; 1922, nach 1950 umgewidmet für die Opfer beider Weltkriege; kreisrunde Anlage mit bis auf zwei Durchgänge umlaufender Mauer und hohem Obelisken, gemauert aus kleinen Findlingen und Feldsteinen, Gußbetontafel mit Stahlhelm und Lorbeerzweigen am unteren Schaft des Obelisken - Begründung: geschichtlich, künstlerisch, städtebaulich - Schutzumfang: Ehrenmal für die Gefallenen des Ersten Weltkrieges, - Denkmaltyp: Bauliche Anlage                 | BW                               |
| 463 Wikidata   | Lübecker Straße (53° 40′ 48″ N, 10° 14′ 25″ O)          | Schloss Ahrensburg                                 | Das kleine Wasserschloss ist eigentlich ein Herrenhaus und war als solches einst Mittelpunkt eines Adligen Gutes, als Schloss wird das Gebäude jedoch schon seit dem 18. Jahrhundert bezeichnet. Alteintragung (Aktualisierung vorgesehen) - Begründung: Alteintragung (Aktualisierung vorgesehen) - Schutzumfang: Alteintragung (Aktualisierung vorgesehen) - Denkmaltyp: Bauliche Anlage                                                                            | weitere Fotos \| Fotos hochladen |
| 13611 Wikidata | Lübecker Straße (53° 40′ 48″ N, 10° 14′ 25″ O)          | Sammlungsbestand                                   | Alteintragung (Aktualisierung vorgesehen) - Begründung: Alteintragung (Aktualisierung vorgesehen) - Schutzumfang: Alteintragung (Aktualisierung vorgesehen) - Denkmaltyp: Bauliche Anlage | weitere Fotos \| Fotos hochladen |
| 1225 Wikidata  | Lübecker Straße (53° 40′ 51″ N, 10° 14′ 29″ O)          | Schlossbrücke                                      | Alteintragung (Aktualisierung vorgesehen) - Begründung: Alteintragung (Aktualisierung vorgesehen) - Schutzumfang: Alteintragung (Aktualisierung vorgesehen) - Denkmaltyp: Bauliche Anlage | Fotos hochladen                  |
| 7296 Wikidata  | Lübecker Straße (53° 41′ 3″ N, 10° 14′ 27″ O)           | Meilenstein                                        | Alteintragung (Aktualisierung vorgesehen) - Begründung: Alteintragung (Aktualisierung vorgesehen) - Schutzumfang: Alteintragung (Aktualisierung vorgesehen) - Denkmaltyp: Bauliche Anlage | Fotos hochladen                  |
| 2011 Wikidata  | Lübecker Straße 6 (53° 40′ 52″ N, 10° 14′ 39″ O)        | Verwalterhaus                                      | Alteintragung (Aktualisierung vorgesehen) - Begründung: Alteintragung (Aktualisierung vorgesehen) - Schutzumfang: Alteintragung (Aktualisierung vorgesehen) - Denkmaltyp: Bauliche Anlage | Fotos hochladen                  |
| 1863 Wikidata  | Lübecker Straße 8 (53° 40′ 52″ N, 10° 14′ 33″ O)        | Reithalle                                          | Alteintragung (Aktualisierung vorgesehen) - Begründung: Alteintragung (Aktualisierung vorgesehen) - Schutzumfang: Alteintragung (Aktualisierung vorgesehen) - Denkmaltyp: Bauliche Anlage | Fotos hochladen                  |
| 1448 Wikidata  | Lübecker Straße 8 – 10 (53° 40′ 52″ N, 10° 14′ 33″ O)   | Marstall                                           | Erbaut zwischen 1845 und 1846, ehemals Stallhalle; Alteintragung (Aktualisierung vorgesehen) - Begründung: Alteintragung (Aktualisierung vorgesehen) - Schutzumfang: Alteintragung (Aktualisierung vorgesehen) - Denkmaltyp: Bauliche Anlage | weitere Fotos \| Fotos hochladen |
| 26979 Wikidata | Manfred-Samusch-Straße 5 (53° 40′ 25″ N, 10° 14′ 9″ O)  | Rathaus                                            | Alteintragung (Aktualisierung vorgesehen) - Begründung: geschichtlich, künstlerisch, städtebaulich - Schutzumfang: Alteintragung (Aktualisierung vorgesehen) - Denkmaltyp: Bauliche Anlage | BW                               |
| 31615 Wikidata | Manfred-Samusch-Straße 5 (53° 40′ 24″ N, 10° 14′ 10″ O) | Rathausvorplatz                                    | Alteintragung (Aktualisierung vorgesehen) - Begründung: geschichtlich, künstlerisch, städtebaulich - Schutzumfang: Alteintragung (Aktualisierung vorgesehen) - Denkmaltyp: Bauliche Anlage | BW                               |
| 3943 Wikidata  | Mühlenredder 1 (53° 40′ 54″ N, 10° 14′ 24″ O)           | Schlossmühle                                       | Alteintragung (Aktualisierung vorgesehen) - Begründung: Alteintragung (Aktualisierung vorgesehen) - Schutzumfang: Alteintragung (Aktualisierung vorgesehen) - Denkmaltyp: Bauliche Anlage | weitere Fotos \| Fotos hochladen |
| 48196 Wikidata | Parkallee 37 (53° 40′ 4″ N, 10° 15′ 16″ O)              | Wohnhaus                                           | Wohnhaus; 1927, Architekten Henry Grell und Peter Pruter; eingeschossiger, giebelständiger Putzbau mit ausgebauten Dachgeschoss unter Satteldach, halbrunden Windfang, Gartenloggia; Garten - Begründung: geschichtlich, künstlerisch, städtebaulich - Schutzumfang: Wohnhaus, Garten - Denkmaltyp: Bauliche Anlage | BW                               |
| 48198 Wikidata | Parkallee 39 (53° 40′ 3″ N, 10° 15′ 17″ O)              | Wohnhaus                                           | Wohnhaus; 1927, Bauherr Henry Grell; Architekten Henry Grell und Peter Pruter; zweigeschossiger, traufständiger Klinkerbau unter Satteldach, Loggien, Außenschornsteine; Ornamentsteine; Einfriedung, Garten - Begründung: geschichtlich, künstlerisch, städtebaulich - Schutzumfang: Wohnhaus, Garten, Einfriedung - Denkmaltyp: Bauliche Anlage | BW                               |
| 31387 Wikidata | Rudolf-Kinau-Straße 19 (53° 40′ 30″ N, 10° 13′ 17″ O)   | Johanneskirche mit Ausstattung                     | Alteintragung (Aktualisierung vorgesehen) - Begründung: geschichtlich, künstlerisch, städtebaulich - Schutzumfang: Alteintragung (Aktualisierung vorgesehen) - Denkmaltyp: Bauliche Anlage | weitere Fotos \| Fotos hochladen |
| 42512 Wikidata | Schulstraße 1 (53° 40′ 42″ N, 10° 14′ 19″ O)            | Turnhalle                                          | Turnhalle; 1907; eingeschossiger Backsteinbau unter Mansarddach mit niedrigen Vorbau unter Halbwalmdach in Osten; Pilastergliederung, hohe und gekoppelte Drillingsfenster - Begründung: geschichtlich, städtebaulich - Schutzumfang: Turnhalle, - Denkmaltyp: Bauliche Anlage | BW                               |
| 28569 Wikidata | Waldemar-Bonsels-Weg 170 (53° 39′ 52″ N, 10° 13′ 12″ O) | U-Bahnhof Ahrensburg-West                          | U-Bahnhof Ahrensburg-West; Entwurf 1914 durch Architekt Eugen Göbel, 1921 durch die Hamburger Hochbahn in Betrieb genommen; Teil der sog. Walddörferbahn; Empfangsgebäude aus Backstein im Stil der Heimatschutzarchitektur mit zugehöriger Bahnsteiganlage mit Überdachung und Möblierung - Schutzumfang: U-Bahnhof Ahrensburg-West, Bahnsteiganlage mit Überdachung und Möblierung - Begründung: Geschichtlich, Künstlerisch, Städtebaulich, Technisch              | weitere Fotos \| Fotos hochladen |
| 27030 Wikidata | Waldstraße 14 (53° 40′ 9″ N, 10° 14′ 26″ O)             | Stormarnschule                                     | Schulgebäude mit Turnhalle; 1910/11, Architekt Hugo Groothoff; reich gegliederter Baukomplex in späten Jugendstilformen, straßenseitig markanter Steilgiebel, Putzfassade mit Stuckdetails - Begründung: geschichtlich, städtebaulich - Schutzumfang: gesamtes Objekt - Denkmaltyp: Bauliche Anlage | weitere Fotos \| Fotos hochladen |

## Gründenkmale
| Objekt-ID      | Lage                                                | Offizielle Bezeichnung          | Beschreibung | Bild                             |
| -------------- | --------------------------------------------------- | ------------------------------- | --- | -------------------------------- |
| 13598 Wikidata | Am Alten Markt (53° 40′ 40″ N, 10° 14′ 25″ O)       | Kirchhof                        | Alteintragung (Aktualisierung vorgesehen) - Begründung: geschichtlich, Kulturlandschaft prägend - Schutzumfang: Kirchhof, Grabmale bis 1870, Granit-Böschungsmauern - Denkmaltyp: Gründenkmal, Sachgesamtheit: Schlosskirche | Fotos hochladen                  |
| 27388          | Am Alten Markt (53° 40′ 38″ N, 10° 14′ 25″ O)       | Marktplatz                      | Marktplatz; 2. Hälfte 18. Jh.; quadratischer, barocker Stadtplatz; von Lindenkranz umgeben, mit Kriegerehrenmal 1870/71 und Friedenseiche - Begründung: geschichtlich, wissenschaftlich, städtebaulich - Schutzumfang: Marktplatz, Kriegerehrenmal 1870/71, Lindenkranz, Friedenseiche - Denkmaltyp: Gründenkmal | BW                               |
| 9642 Wikidata  | Bornkampsweg 35 (53° 39′ 33″ N, 10° 11′ 38″ O)      | Wulfsdorferhof: Landschaftspark | Alteintragung (Aktualisierung vorgesehen) - Begründung: geschichtlich, wissenschaftlich, künstlerisch, Kulturlandschaft prägend - Schutzumfang: Wulfsdorferhof: Landschaftspark, großer Teich, Küchenteich, Teich, Birkenallee, zwei Kastanien, Terrasse - Denkmaltyp: Gründenkmal | Fotos hochladen                  |
| 48192 Wikidata | Große Straße (53° 40′ 31″ N, 10° 14′ 22″ O)         | Doppeleiche mit Gedenkstein     | Schleswig-Holsteinische Doppeleiche (Schleswig-Holsteinische Erhebung); 1898; mit Gedenkstein - Begründung: geschichtlich, wissenschaftlich, städtebaulich - Schutzumfang: Doppeleiche mit Gedenkstein, - Denkmaltyp: Gründenkmal | Fotos hochladen                  |
| 55554 Wikidata | Lübecker Straße u.a. (53° 40′ 50″ N, 10° 14′ 24″ O) | Schlosspark Ahrensburg          | Schlosspark Ahrensburg; erste Anlage Ende des 16. Jhs., barocke Umgestaltung nach der Mitte des 18. Jhs., landschaftliche Überformung und Erweiterungen um 1800; der äußere Burggraben umschließt den inneren Schlossgarten mit drei barocken Lindenreihen, zwei Löwenskulpturen, zwei Gartenvasen und dem inneren Burggraben, die Burggräben und der innere Schlossgarten werden von dem äußeren Schlossgarten mit der Allee am Mühlenredder im Norden und der sog. Bagatelle mit Rhododendronhain im Westen umgeben, im Süden erstreckt sich die sog. Ländliche Gegend mit einer Lindenreihe aus dem 18. Jh. und einer Kastanienallee (Mischbestand mit Eichen und Linden) entlang ihrer westlichen Begrenzung, zugehörig auch die Hunnau-Aue bis zur Schlossparkgrenze im Osten sowie der Abfluss des äußeren Burggrabens im Norden, eine Allee an der Fabrikpromenade und die Gartenholz-Allee am Langeneßweg - Begründung: geschichtlich, wissenschaftlich, künstlerisch, städtebaulich, Kulturlandschaft prägend - Schutzumfang: Schlosspark Ahrensburg, Grünanlage an der Bagatelle mit Rhododendronhain (Bagatelle), Allee an der Promenade (Fabrikpromenade), Lindenreihe, Kastanienallee (mit Eichen und Linden) (Kastanienallee), Gartenholz-Allee (Langeneßweg), innerer Schlossgarten auf der Insel, innerer Burggraben, drei Lindenreihen auf der Schlossinsel, Skulpturen im Schlossgarten (zwei Sandsteinvasen, zwei Sandsteinlöwen), äußerer Burggraben, äußerer Schlossgarten, Ländliche Gegend, Hunnau-Aue (Lübecker Straße), Allee am Mühlenredder, Ablauf des äußeren Burggrabens (Mühlenredder) - Denkmaltyp: Gründenkmal | weitere Fotos \| Fotos hochladen |
| 48187 Wikidata | Teichstraße (53° 38′ 44″ N, 10° 14′ 40″ O)          | Dorfanger                       | Dorfanger Ahrensfelde; 19. Jahrhundert; Ehrenmal für die Gefallenen des 1. Weltkrieges vor 1927, ergänzt um die Toten des 2. Weltkrieges; acht Eichen im Kreis gepflanzt mit historischem Straßenpflaster - Begründung: geschichtlich, Kulturlandschaft prägend - Schutzumfang: Dorfanger, Ehrenmal für die Gefallenen beider Weltkriege, Eichenrondell, Straßenpflaster - Denkmaltyp: Gründenkmal | BW                               |
| 442 Wikidata   | Wulfsdorfer Weg (53° 40′ 13″ N, 10° 12′ 25″ O)      | Jüdischer Friedhof              | Jüdischer Friedhof; 1822; 23 Grabsteine, historische Vegetation; umlaufende Betonwand, 1930 - Begründung: geschichtlich, wissenschaftlich - Schutzumfang: Jüdischer Friedhof, - Denkmaltyp: Gründenkmal | weitere Fotos \| Fotos hochladen |

## Quelle
- Liste der Kulturdenkmale in Schleswig-Holstein – Kreis Stormarn